# Allemagne de l'Est aux Jeux olympiques d'été de 1968
L'Allemagne de l'Est (République démocratique allemande) a participé, pour la première fois indépendante, aux Jeux olympiques d'été aux jeux de 1968 à Mexico y remportant 25 médailles (9 en or, 9 en argent et 7 en bronze), se situant à la cinquième place des nations au tableau des médailles.
Lors des trois éditions précédentes, les athlètes est-allemands avaient concouru avec les athlètes ouest-allemands dans l'équipe unifiée d'Allemagne, mais ces deux nations ont envoyé des équipes indépendantes dès les jeux de 1968.

## Liste des médaillés est-allemands

### Médailles d'or
| Sport              | Discipline                                  | Sportifs                                                 | Performance        |
| Médailles d'or : 9 | Médailles d'or : 9                          | Médailles d'or : 9                                       | Médailles d'or : 9 |
| ------------------ | ------------------------------------------- | -------------------------------------------------------- | ------------------ |
| Athlétisme         | 50 km marche (H)                            | Christoph Höhne                                          | 4 h 20 min 13 s 6  |
| Athlétisme         | Lancer du poids (F)                         | Margitta Gummel                                          | 19,61 m (RM)       |
| Aviron             | Deux sans barreur (H)                       | Jörg Lucke Heinz-Jörg Bothe                              | 7 min 26 s 56      |
| Aviron             | Quatre sans barreur (H)                     | Frank Forberger Frank Rühle Dieter Grahn Dieter Schubert | 6 min 39 s 18      |
| Boxe               | Welters 63,5-67 kg                          | Manfred Wolke                                            |                    |
| Lutte              | Lutte gréco-romaine Welters 70 - 78 kg      | Rudolf Vesper                                            |                    |
| Lutte              | Lutte gréco-romaine Poids moyens 78 - 87 kg | Lothar Metz                                              |                    |
| Natation           | 100 m dos (H)                               | Roland Matthes                                           | 58 s 7             |
| Natation           | 200 m dos (H)                               | Roland Matthes                                           | 2 min 09 s 6       |

### Médailles d'argent
| Sport                  | Discipline              | Sportifs                                                                        | Performance            |
| Médailles d'argent : 9 | Médailles d'argent : 9  | Médailles d'argent : 9                                                          | Médailles d'argent : 9 |
| ---------------------- | ----------------------- | ------------------------------------------------------------------------------- | ---------------------- |
| Athlétisme             | Saut en longueur (H)    | Klaus Beer                                                                      | 8,19 m                 |
| Athlétisme             | Lancer du poids (F)     | Marita Lange                                                                    | 18,78 m                |
| Athlétisme             | Lancer du disque (H)    | Lothar Milde                                                                    | 63,08 m                |
| Aviron                 | Quatre avec barreur (H) | Peter Kremtz Manfred Gelpke Roland Göbler Klaus Jacob Dieter Semetzky (barreur) | 6 min 48 s 20          |
| Gymnastique            | Saut de cheval (F)      | Erika Zuchold                                                                   | 19,625 pts             |
| Gymnastique            | Barres asymétriques (F) | Karin Janz                                                                      | 19,500 pts             |
| Natation               | 4x100 m nage libre (F)  | Martina Grunert Uta Schmuck Roswitha Krause Gabriele Wetzko                     | 4 min 05 s 7           |
| Natation               | 200 m papillon (F)      | Helga Lindner                                                                   | 2 min 24 s 8           |
| Natation               | 4x100 m 4 nages (H)     | Roland Matthes Egon Henninger Horst-Günter Gregor Frank Wiegand                 | 3 min 57 s 5           |

### Médailles de bronze
| Sport                   | Discipline                       | Sportifs                                                                                  | Performance             |
| Médailles de bronze : 7 | Médailles de bronze : 7          | Médailles de bronze : 7                                                                   | Médailles de bronze : 7 |
| ----------------------- | -------------------------------- | ----------------------------------------------------------------------------------------- | ----------------------- |
| Athlétisme              | Saut à la perche (H)             | Wolfgang Nordwig                                                                          | 5,40 m                  |
| Gymnastique             | Concours général par équipes (H) | Siegfried Fülle Klaus Köste Matthias Brehme Gerhard Dietrich Peter Weber Günter Beier     | 557,15 pts              |
| Gymnastique             | Concours général par équipes (F) | Ute Starke Erika Zuchold Maritta Bauerschmidt Karin Janz Magdalena Schmidt Marianne Noack | 379,10 pts              |
| Natation                | 400 m 4 nages (F)                | Sabine Steinbach                                                                          | 5 min 25 s 3            |
| Tir                     | Pistolet à 50 m (H)              | Harald Vollmar                                                                            | 560 pts                 |
| Tir                     | Fosse olympique                  | Kurt Czekalla                                                                             | 196 pts                 |
| Voile                   | Dragon (H)                       | Paul Borowski Karl-Heinz Thun Konrad Weichert                                             |                         |

## Engagés est-allemands par sport
- Gerhard Sperling pour Athlétisme